# Tanluo
Tanluo, född 300-talet, död efter 396, var en kinesisk buddhistnunna.
Hon var elev till den berömda abbedissan Tanbei av Yong'an kloster i Jiankang. När Tanbei avled 396 utnämnde kejsar Sima Yao (362-396) henne till dennas efterträdare för klostret i huvudstaden. Hon var berömd för sin lärdom inom buddhismen, men har främst blivit ihågkommen för sina byggnadsprojekt, främst sin utbyggnad av Yong'an kloster. Hon utökande klostret med en pagod i fyra våningar, med flera salar för undervisning, en sal med sju buddhastatyer och en stor staty av en liggande Buddha. Hon är, såvitt känt, den första kvinna i Kinas historia som lät utföra byggnadsprojekt av den storleksordningen, och blev en kvinnlig förebild. 